# Lepisorus morrisonensis
Lepisorus morrisonensis là một loài thực vật có mạch trong họ Polypodiaceae. Loài này được (Hayata) H. Itô miêu tả khoa học đầu tiên năm 1935.